# Miserey-Salines
Miserey-Salines est une commune française située dans le département du Doubs, la région culturelle et historique de Franche-Comté et la région administrative Bourgogne-Franche-Comté. Membre de la communauté urbaine Grand Besançon Métropole et distante de 7 km du centre-ville de Besançon, elle comptait 2 660 habitants nommés Miseroulets et Miseroulettes en 2022.
La découverte de gisements de sel gemme en 1866 dans les sous-sols de son territoire conduisent à une exploitation industrielle importante pendant près d'un siècle dans des salines qui inspireront le nouveau nom de la commune, Miserey-Salines, rebaptisée par un décret de 1922. À la même période, les eaux très minéralisées de Miserey sont acheminées à travers des kilomètres de canalisations jusqu'à la station thermale de Besançon-les-Bains.

## Géographie

### Situation

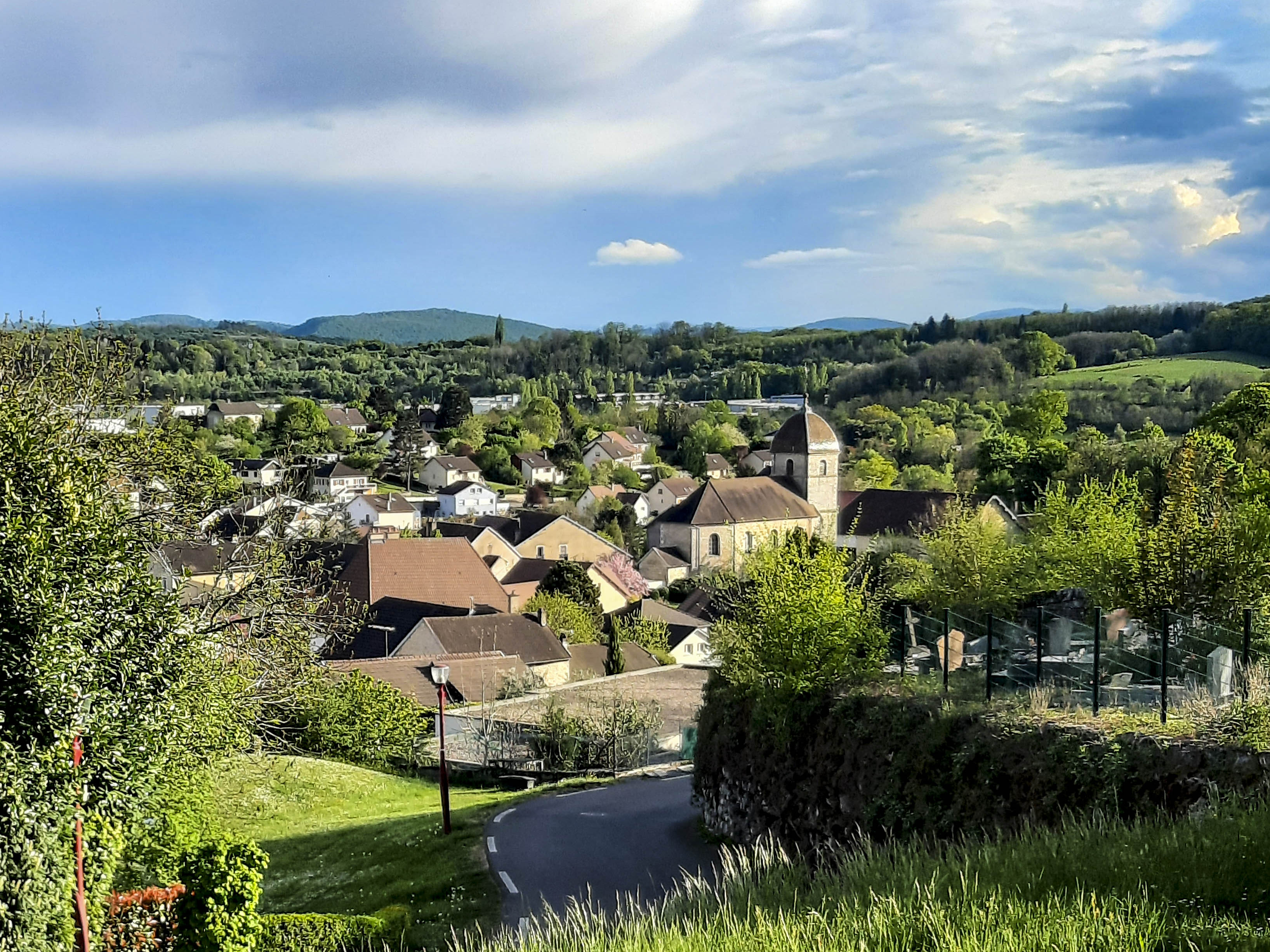
Vue générale.

La commune de Miserey-Salines est située en région Bourgogne-Franche-Comté, dans le nord-ouest du département du Doubs et à 4 kilomètres à vol d'oiseau au sud du département de la Haute-Saône. Les grandes villes les plus proches sont Besançon, préfecture du département, située à 7 km à vol d'oiseau en direction du sud et Dijon, préfecture de la région, située à 70 km kilomètres vers l'ouest. Paris, la capitale se trouve à 321 km au nord-ouest. La distance la plus courte par la route entre le centre du village et le centre-ville de Besançon (mairie) est de 10 km. Elle est à la limite de la basse vallée de l'Ognon et de la zone jurasienne des Avants-Monts. Elle fait partie du canton de Besançon-3, de la communauté urbaine Grand Besançon Métropole et elle est intégrée dans l'unité urbaine et de l'aire d'attraction de Besançon.

### Géologie et relief
La superficie de la commune est de 622 hectares ; son altitude varie de 268 à 385 mètres. Le point le plus bas se situe dans le sud-ouest du territoire communal à proximité de la route départementale 465 et son point culminant au niveau de la batterie du Calvaire, à l'est de la commune. L'église se trouve à une altitude de 296 mètres.

### Hydrographie

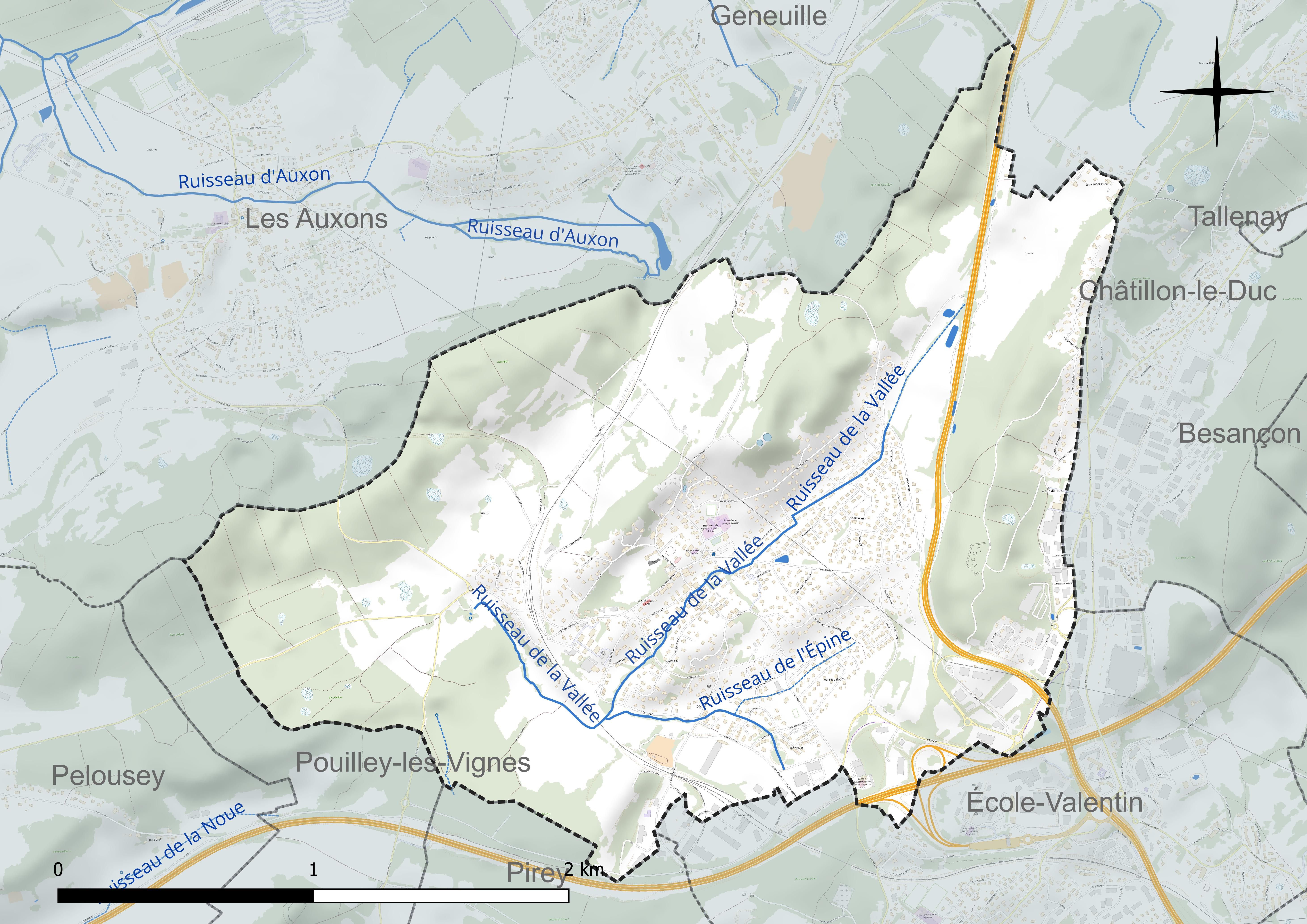
Carte du réseau hydrographique de la commune de Miserey-Salines.

La commune fait partie du bassin versant de l'Ognon. La commune est traversée par deux cours d'eau, le ruisseau de la Vallée qui traverse le village de part en part du nord au sud et se jette dans le ruisseau de l'Épine qui coule d'ouest en est au sud de la commune. Le ruisseau de l'Épine disparait dans une perte karstique à proximité de la station d'épuration.

### Climat
Pour des articles plus généraux, voir Climat de la Bourgogne-Franche-Comté et Climat du Doubs.
En 2010, le climat de la commune est de type climat de montagne, selon une étude du Centre national de la recherche scientifique s'appuyant sur une série de données couvrant la période 1971-2000. En 2020, Météo-France publie une typologie des climats de la France métropolitaine dans laquelle la commune est exposée à un climat semi-continental et est dans la région climatique Jura, caractérisée par une forte pluviométrie en toutes saisons (1 000 à 1 500 mm/an), des hivers rigoureux et un ensoleillement médiocre.
Pour la période 1971-2000, la température annuelle moyenne est de 10,4 °C, avec une amplitude thermique annuelle de 17,2 °C. Le cumul annuel moyen de précipitations est de 1 143 mm, avec 12,8 jours de précipitations en janvier et 9,6 jours en juillet. Pour la période 1991-2020, la température moyenne annuelle observée sur la station météorologique de Météo-France la plus proche, « Besançon », sur la commune de Besançon à 6 km à vol d'oiseau, est de 11,4 °C et le cumul annuel moyen de précipitations est de 1 157,0 mm. 
La température maximale relevée sur cette station est de 40,3 °C, atteinte le 28 juillet 1921 ; la température minimale est de −20,7 °C, atteinte le 9 janvier 1985,,.
| Mois                                  | jan.             | fév.             | mars          | avril           | mai             | juin           | jui.            | août           | sep.            | oct.            | nov.             | déc.             | année      |
| ------------------------------------- | ---------------- | ---------------- | ------------- | --------------- | --------------- | -------------- | --------------- | -------------- | --------------- | --------------- | ---------------- | ---------------- | ---------- |
| Température minimale moyenne (°C)     | 0,1              | 0,2              | 3             | 5,6             | 9,4             | 12,9           | 14,7            | 14,5           | 11,1            | 7,7             | 3,5              | 0,9              | 7          |
| Température moyenne (°C)              | 2,9              | 3,9              | 7,5           | 10,8            | 14,6            | 18,2           | 20,2            | 20             | 16              | 11,9            | 6,7              | 3,7              | 11,4       |
| Température maximale moyenne (°C)     | 5,8              | 7,6              | 12,1          | 16,1            | 19,9            | 23,6           | 25,7            | 25,5           | 21              | 16,1            | 10               | 6,4              | 15,8       |
| Record de froid (°C) date du record   | −20,7 09.01.1985 | −20,6 10.02.1956 | −14 01.03.05  | −5,2 02.04.1952 | −2,4 03.05.1909 | 2,1 02.06.1936 | 4,5 18.07.1970  | 3,4 20.08.1885 | −0,1 25.09.1931 | −6,1 28.10.1887 | −11,3 28.11.1915 | −19,3 30.12.1939 | −20,7 1985 |
| Record de chaleur (°C) date du record | 18,6 01.01.2023  | 21,7 29.02.1960  | 25,1 31.03.21 | 29,1 27.04.1893 | 32,2 26.05.1892 | 36,6 18.06.22  | 40,3 28.07.1921 | 38,3 12.08.03  | 34,6 05.09.1949 | 30,1 07.10.09   | 23 02.11.1899    | 20,8 16.12.1989  | 40,3 1921  |
| Ensoleillement (h)                    | 68,4             | 96,8             | 152,8         | 183,8           | 208             | 230,8          | 248,7           | 237,2          | 183,6           | 131,6           | 74,9             | 56,2             | 1 872,5    |
| Précipitations (mm)                   | 89,7             | 81,2             | 85            | 86,6            | 107,9           | 97,5           | 88,8            | 96,1           | 100,7           | 111,7           | 106,5            | 105,3            | 1 157      |

Les paramètres climatiques de la commune ont été estimés pour le milieu du siècle (2041-2070) selon différents scénarios d'émission de gaz à effet de serre à partir des nouvelles projections climatiques de référence DRIAS-2020. Ils sont consultables sur un site dédié publié par Météo-France en novembre 2022.

## Urbanisme

### Typologie
Au 1er janvier 2024, Miserey-Salines est catégorisée ceinture urbaine, selon la nouvelle grille communale de densité à 7 niveaux définie par l'Insee en 2022.
Elle appartient à l'unité urbaine de Besançon, une agglomération intra-départementale dont elle est une commune de la banlieue,. Par ailleurs la commune fait partie de l'aire d'attraction de Besançon, dont elle est une commune de la couronne,. Cette aire, qui regroupe 310 communes, est catégorisée dans les aires de 200 000 à moins de 700 000 habitants,.

### Occupation des sols
L'occupation des sols de la commune, telle qu'elle ressort de la base de données européenne d’occupation biophysique des sols Corine Land Cover (CLC), est marquée par l'importance des territoires artificialisés (35,7 % en 2018), en augmentation par rapport à 1990 (28,9 %). La répartition détaillée en 2018 est la suivante : 
forêts (34,2 %), zones urbanisées (24,5 %), prairies (23,1 %), zones industrielles ou commerciales et réseaux de communication (11,3 %), zones agricoles hétérogènes (7 %). L'évolution de l’occupation des sols de la commune et de ses infrastructures peut être observée sur les différentes représentations cartographiques du territoire : la carte de Cassini (XVIIIe siècle), la carte d'état-major (1820-1866) et les cartes ou photos aériennes de l'IGN pour la période actuelle (1950 à aujourd'hui).

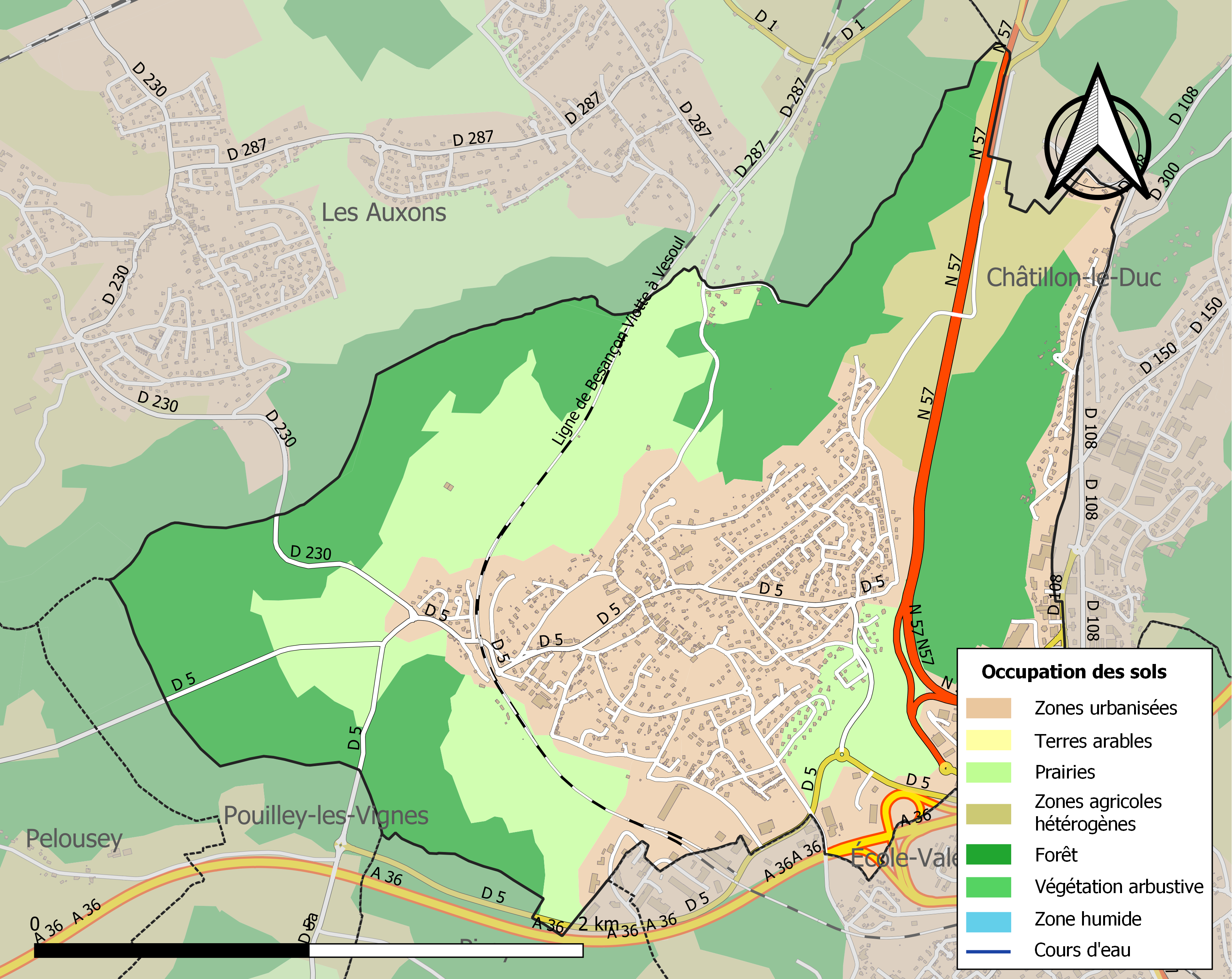
Carte des infrastructures et de l'occupation des sols de la commune en 2018 (CLC).

### Logement
Au recensement de 2021, la commune comptait 1 204 logements dont 1 143 étaient des résidences principales, 51 des logements vacants et 10 des résidences secondaires. Le nombre de logements situé dans des immeubles collectifs s'élève à 275 appartements, soit 22,8 % du total, et 927 maisons individuelles. Sur les 1 067 résidences principales construites avant 2019 que compte la commune, 74 (6,9 %) ont été achevées avant 1946, 85 (8 %) de 1946 à 1970, 497 (46,6 %) de 1971 à 1990 et 411 (38,5 %) de 1991 à 2018. L'ancienneté d'emménagement dans la résidence principale montre que sur les 394 habitants de la commune au recensement de 2019, 192 ont emménagé depuis 10 ans ou plus, 97 depuis 5 à 9 ans et 106 depuis moins de 5 ans.
| 1968 | 1975 | 1982 | 1990 | 1999 | 2006 | 2011 | 2016  | 2021  |
| ---- | ---- | ---- | ---- | ---- | ---- | ---- | ----- | ----- |
| 170  | 301  | 433  | 673  | 790  | 881  | 970  | 1 099 | 1 204 |

### Voies de communication et transports

#### Infrastructure routière
Miserey-Salines est bordée par deux axes routiers majeurs : au sud du territoire communal passe l'autoroute A36 dite la Comtoise, reliant Beaune et Mulhouse, dont l'échangeur n°4 est situé à moins de 4 km par la route du centre du village ; à l'est, la route nationale 57 aménagée en 2x2 voies traverse la commune selon un axe nord-sud et permet de rejoindre Besançon et la Suisse vers le sud, et Vesoul et Metz vers le nord. Trois routes départementales complètent la desserte locale: la route départementale 5 qui part de l'échangeur avec la route nationale 57, contourne le village par le sud puis prend la direction de l'ouest en desservant Pelousey, Noironte et Recologne ; la route départementale 465 vers le sud-ouest en direction de Pouilley-les-Vignes ; et la route départementale 230 vers le nord-ouest en direction des Auxons et de Cussey-sur-l'Ognon.

#### Transports en commun

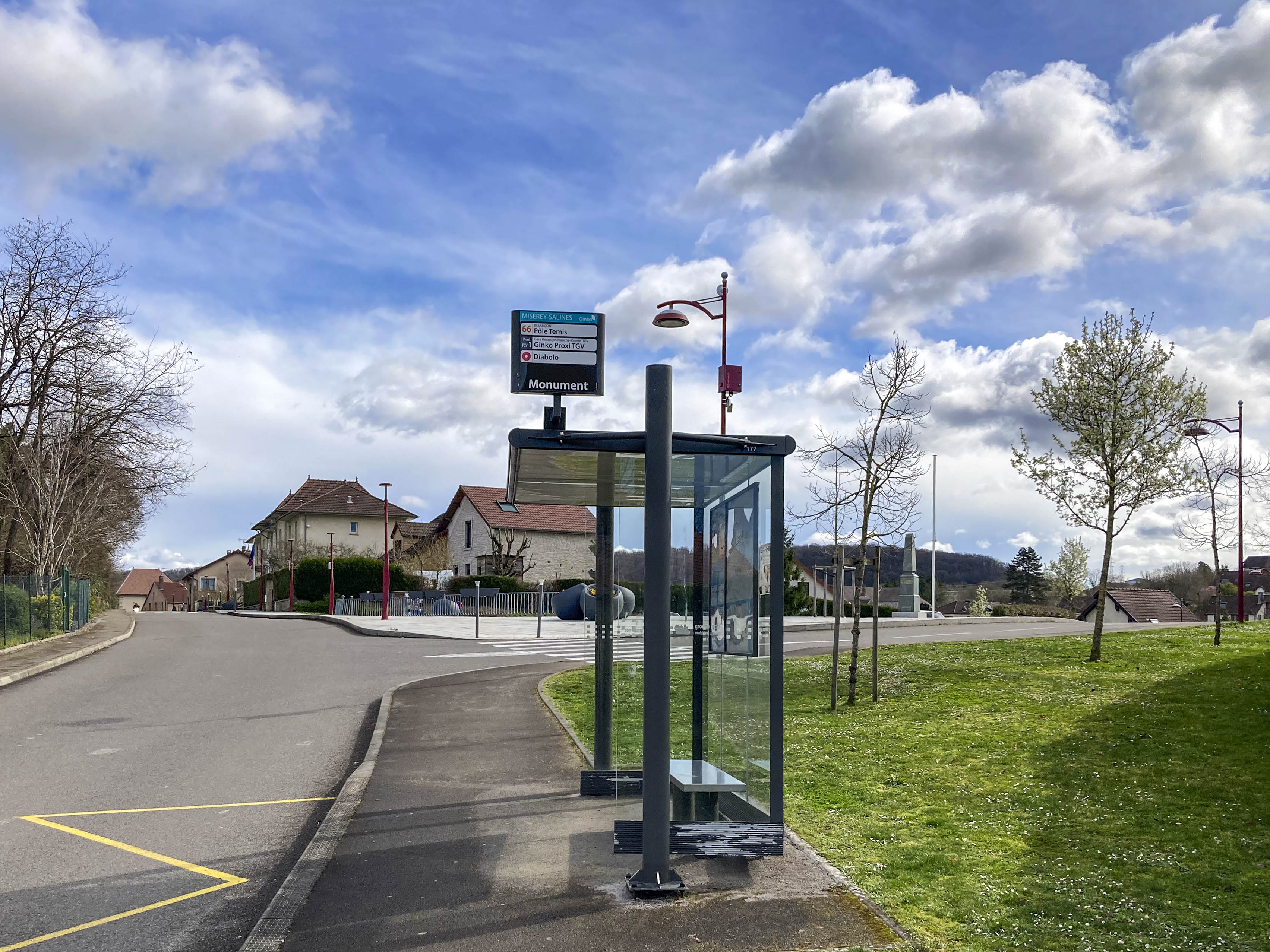
L'arrêt de bus Monument.

La commune est desservie par le réseau de transports en commun de la communauté urbaine de Besançon Ginko : la ligne de bus  66  relie le terminus sur la commune des Auxons au pôle d'échange intermodal Temis de Besançon en desservant cinq arrêts à Miserey-Salines : Ancienne gare, Monument, Fontaine, Grande Charrière, Les Nuelles. Le temps de parcours entre l'arrêt Monument et le pôle Temis est de 18 minutes. La ligne Proxi TGV 1, sur réservation, permet de rejoindre la gare de Besançon Franche-Comté TGV en une dizaine de minutes.

#### Liaisons ferroviaires et aériennes
Pour la desserte ferroviaire, les gares les plus proches sont la gare de Besançon Franche-Comté TGV (5 km) pour les liaisons nationales et internationales et la gare d'École-Valentin (3 km) permettant de rejoindre la gare de Besançon-Viotte desservie par le réseau régional du TER Bourgogne-Franche-Comté.
À 45 minutes de Miserey-Salines par la route, l'aéroport de Dole propose en 2024 des liaisons aériennes régulières vers Marrakech, Fès, Porto et Bastia. Les aéroports internationaux les plus proches de Miserey-Salines sont l'aéroport de Bâle-Mulhouse-Fribourg (161 km) et l'aéroport international de Genève (185 km).

## Toponymie
Misere en 113 ; Mesirey en 1189 ; Messerey en 1413 ; Miserey en 1475 ; Miserey-Salines par décret du 24 janvier 1922 en raison de l'activité salifère sur la commune.

## Histoire

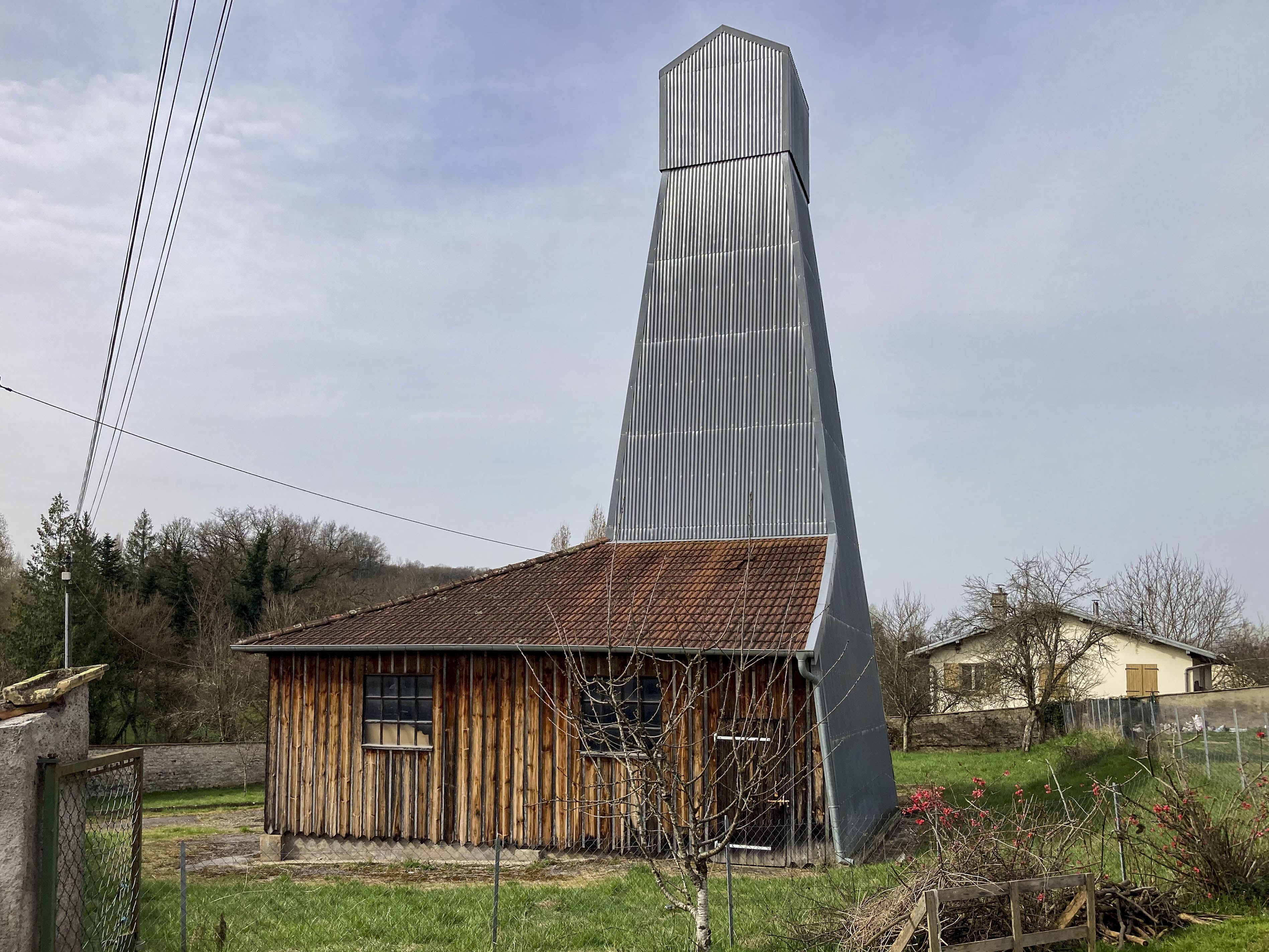
Un puits de sondage de l'ancienne saline de Miserey.

### Moyen Âge
Le 12 septembre 1343, les biens et sujets de Miserey sont légués par Marguerite de Montferrand à son neveu Odet de la Roche.

### Époque moderne
Le 23 mai 1753, la seigneurie de Miserey est acquise par Nicolas Marin d'Orival, conseiller au Parlement de Franche-Comté.
Entre 1866 et 1867, un banc de sel gemme épais de 60 mètres et long de 55 mètres est découvert par les ingénieurs Aimé-Henry Résal et Boyé, et l’architecte Alphonse Delacroix. Le sel gemme est alors exploité dans des salines produisant annuellement jusqu'à 10 000 tonnes à la fin du XIXe siècle.

### Époque contemporaine
Lors de la Première Guerre mondiale, des troupes françaises de 1914 à 1918, puis américaines en 1918, stationnent dans la commune. Le conflit fait quinze victimes parmi les Miseroulets partis au combat.
Une école est édifiée en 1932, comportant trois salles de classes au rez-de-chaussée et trois appartements à l'étage pour loger les instituteurs.
La saline de Miserey est exploitée entre 1866 et 1967.

## Politique et administration

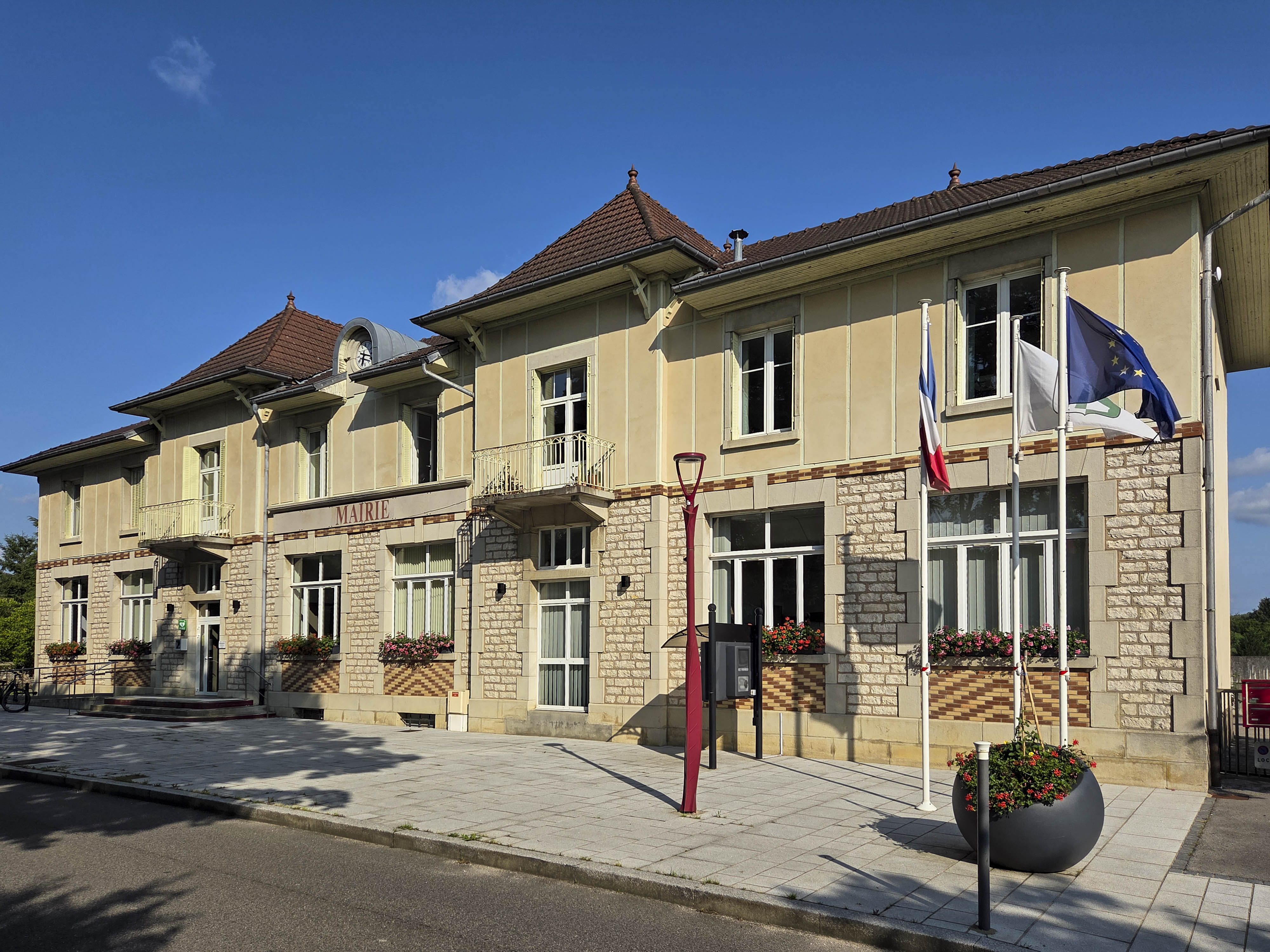
La mairie de Miserey-Salines.

### Découpage territorial
La commune fait partie de l'arrondissement de Besançon, du département du Doubs et de la région Bourgogne-Franche-Comté. Elle est membre de Grand Besançon Métropole, communauté urbaine créée en 2019 par transformation de la communauté d'agglomération et regroupant 67 communes pour une population de 198 387 habitants (en 2022).
Dans le cadre des élections départementales, Miserey-Salines est depuis 2015 l'une des 5 communes composant le canton de Besançon-3, après avoir fait partie du canton d'Audeux de 1801 à 2015 et de celui de Pouilley-les-Vignes de 1793 à 1801. Elle dépend, pour les élections législatives, de la première circonscription du Doubs.

### Administration municipale
Le nombre d'habitants au dernier recensement étant compris entre 2 500 et 3 499, le nombre de membres du conseil municipal est de 23. Le maire est secondé par six adjoints et quatre conseillers délégués. Le maire actuel de la commune est Marcel Felt, né en 1950, élu pour la première fois en 2001.
| Tête de liste | Tête de liste     | Liste                          | Premier tour | Premier tour | Second tour | Second tour | Élus | Élus |
| Tête de liste | Tête de liste     | Liste                          | Voix         | %            | Voix        | %           | CM   | CC   |
| ------------- | ----------------- | ------------------------------ | ------------ | ------------ | ----------- | ----------- | ---- | ---- |
|               | Marcel Felt       | Miserey Avenir                 | 647          | 62,75        | -           | -           | 19   | 1    |
|               | Dominique Vauchey | Miserey-Salines Agir avec vous | 384          | 37,24        | -           | -           | 4    | 0    |

#### Liste des maires
| Période                                  | Période                   | Identité                                    | Étiquette | Qualité  |
| ---------------------------------------- | ------------------------- | ------------------------------------------- | --------- | -------- |
| 1884                                     | 1911                      | Charles Coulon                              |           |          |
| 1911                                     | 1914                      | Félicien Gallet                             |           |          |
| 1914                                     | 1919                      | Férréol Briet                               |           |          |
| 1920                                     | 1927                      | Charles Coulon                              |           |          |
| 1927                                     | 1945                      | Louis Estavoyer                             |           |          |
| 1945                                     | 1947                      | Gouspy                                      |           |          |
| 1947                                     | 1953                      | Félicien Gallet                             |           |          |
| 1953                                     | 1971                      | Louis Joly                                  |           |          |
| 1971                                     | 1977                      | Gilbert Demoly                              |           |          |
| 1977                                     | 2001                      | Claude Paulin                               |           |          |
| mars 2001                                | En cours (au 31 mai 2020) | Marcel Felt, Réélu pour le mandat 2020-2026 | UMP-LR    | Retraité |
| Les données manquantes sont à compléter. |                           |                                             |           |          |

### Tendances politiques et résultats
| Scrutin             | 1er tour | 1er tour      | 1er tour | 1er tour | 1er tour      | 1er tour | 1er tour | 1er tour        | 1er tour | 1er tour | 1er tour          | 1er tour | 1er tour | 1er tour            | 1er tour | 2d tour | 2d tour       | 2d tour | 2d tour | 2d tour       | 2d tour |
| Scrutin             | 1er      | 1er           | %        | 2e       | 2e            | %        | 3e       | 3e              | %        | 4e       | 4e                | %        | 5e       | 5e                  | %        | 1er     | 1er           | %       | 2e      | 2e            | %       |
| ------------------- | -------- | ------------- | -------- | -------- | ------------- | -------- | -------- | --------------- | -------- | -------- | ----------------- | -------- | -------- | ------------------- | -------- | ------- | ------------- | ------- | ------- | ------------- | ------- |
| Présidentielle 2002 |          | Chirac (RPR)  | 20,46    |          | Le Pen (FN)   | 16,20    |          | Jospin (PS)     | 13,18    |          | Chevènement (MDC) | 10,88    |          | Bayrou (UDF)        | 9,33     |         | Chirac (RPR)  | 83,98   |         | Le Pen (FN)   | 16,02   |
| Présidentielle 2007 |          | Sarkozy (UMP) | 39,54    |          | Royal (PS)    | 20,64    |          | Bayrou (UDF)    | 20,29    |          | Le Pen (FN)       | 8,47     |          | Besancenot (LCR)    | 3,92     |         | Sarkozy (UMP) | 62,90   |         | Royal (PS)    | 37,10   |
| Présidentielle 2012 |          | Sarkozy (UMP) | 34,33    |          | Hollande (PS) | 25,85    |          | Le Pen (FN)     | 14,96    |          | Bayrou (MoDem)    | 9,76     |          | Mélenchon (PG)      | 9,69     |         | Sarkozy (UMP) | 56,36   |         | Hollande (PS) | 43,64   |
| Présidentielle 2017 |          | Fillon (LR)   | 29,63    |          | Macron (EM)   | 25,99    |          | Le Pen (RN)     | 18,11    |          | Mélenchon (LFI)   | 14,41    |          | Dupont-Aignan (DLF) | 4,58     |         | Macron (LREM) | 70,84   |         | Le Pen (RN)   | 29,16   |
| Présidentielle 2022 |          | Macron (LREM) | 35,93    |          | Le Pen (RN)   | 20,13    |          | Mélenchon (LFI) | 15,40    |          | Zemmour (REC)     | 8,20     |          | Pécresse (LR)       | 6,67     |         | Macron (LREM) | 66,67   |         | Le Pen (RN)   | 33,33   |

## Population et société

### Démographie
L'évolution du nombre d'habitants est connue à travers les recensements de la population effectués dans la commune depuis 1793. Pour les communes de moins de 10 000 habitants, une enquête de recensement portant sur toute la population est réalisée tous les cinq ans, les populations de référence des années intermédiaires étant quant à elles estimées par interpolation ou extrapolation. Pour la commune, le premier recensement exhaustif entrant dans le cadre du nouveau dispositif a été réalisé en 2007.

En 2022, la commune comptait 2 660 habitants, en évolution de +8,93 % par rapport à 2016 (Doubs : +1,88 %, France hors Mayotte : +2,11 %).
| 1793 | 1800 | 1806 | 1821 | 1831 | 1836 | 1841 | 1846 | 1851 |
| ---- | ---- | ---- | ---- | ---- | ---- | ---- | ---- | ---- |
| 297  | 321  | 335  | 299  | 273  | 263  | 283  | 266  | 235  |

| 1856 | 1861 | 1866 | 1872 | 1876 | 1881 | 1886 | 1891 | 1896 |
| ---- | ---- | ---- | ---- | ---- | ---- | ---- | ---- | ---- |
| 231  | 233  | 255  | 355  | 472  | 397  | 360  | 357  | 330  |

| 1901 | 1906 | 1911 | 1921 | 1926 | 1931 | 1936 | 1946 | 1954 |
| ---- | ---- | ---- | ---- | ---- | ---- | ---- | ---- | ---- |
| 325  | 316  | 352  | 336  | 384  | 508  | 504  | 463  | 506  |

| 1962 | 1968 | 1975 | 1982  | 1990  | 1999  | 2006  | 2007  | 2012  |
| ---- | ---- | ---- | ----- | ----- | ----- | ----- | ----- | ----- |
| 435  | 448  | 957  | 1 326 | 2 096 | 2 157 | 2 116 | 2 109 | 2 196 |

| 2017  | 2022  | - | - | - | - | - | - | - |
| ----- | ----- | - | - | - | - | - | - | - |
| 2 502 | 2 660 | - | - | - | - | - | - | - |

|                                           | 1968 - 1975 | 1975 - 1982 | 1982 - 1990 | 1990 - 1999 | 1999 - 2010 | 2010 - 2015 | 2015 - 2021 |
| ----------------------------------------- | ----------- | ----------- | ----------- | ----------- | ----------- | ----------- | ----------- |
| Taux de variation annuel de la population | + 11,5      | + 4,7       | + 5,9       | + 0,3       | - 0,1       | + 2,2       | + 1,8       |
| Solde naturel                             | + 0,9       | + 0,5       | + 0,9       | + 0,5       | + 0,7       | + 0,7       | + 0,7       |
| Solde migratoire                          | + 10,5      | + 4,3       | + 5,0       | - 0,2       | - 0,8       | + 1,5       | + 1,1       |

### Médias et numérique
Le quotidien régional L'Est républicain relate les actualités de la commune dans son édition locale de Besançon. La chaîne de télévision France 3 Franche-Comté et la station de radio France Bleu Besançon relaient les informations locales. Un bulletin municipal annuel est distribué dans les boîtes aux lettres et le site Internet de la commune présente les actualités et informations pratiques de la commune.

### Cultes
Les Miseroulets disposent d'un seul lieu de culte de confession catholique, l'église Saint-Ferréol et Saint-Ferjeux. Au sein du diocèse de Besançon, le doyenné de Banlieue - Val de l'Ognon regroupe six paroisses dont celle du Val des Salines à laquelle appartient Miserey-Salines. Pour les autres confessions, les lieux de cultes les plus proches (mosquées, synagogue, temple) sont tous situés à Besançon.

## Équipements et services publics

### Enseignement et petite enfance

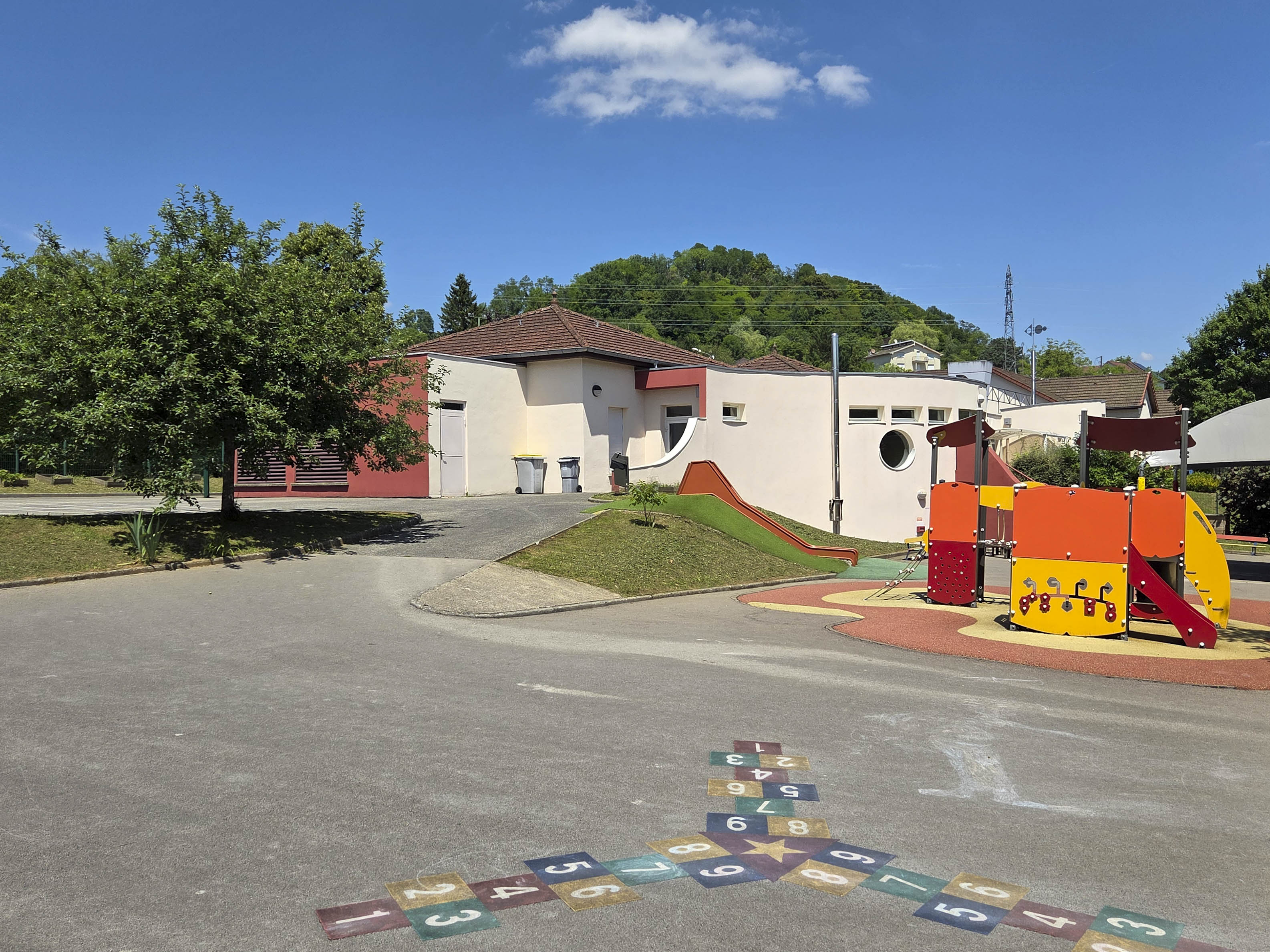
L'école maternelle.

La commune dispose de deux établissements d'accueil collectif pour les enfants préscolaires, la crèche Les Kangourous d'une capacité de 24 places et la micro-crèche Les Koalas qui peut accueillir simultanément 9 enfants. Miserey-Salines abrite une école maternelle scolarisant une centaine d'élèves tandis que l'école élémentaire Monique Marmier compte plus de 170 élèves. Selon la carte scolaire pour la rentrée 2023
, la scolarisation des élèves de Miserey-Salines se fait au collège Albert-Camus de Besançon (6 km) et au lycée Jules-Haag de Besançon (9 km). Les établissements privés les plus proches sont l'école et le collège François Cartannaz à Pirey (7 km) ainsi que plusieurs établissements de l'enseignement primaire et secondaire situés Besançon.

### Santé et services d'urgence
Miserey-Salines dépend, pour les secours, du centre d'incendie et de secours (CIS) de Pouilley-les-Vignes. La commune abrite plusieurs services de santé dont une pharmacie et une maison médicale.  Les hôpitaux les plus proches sont le centre hospitalier universitaire Jean-Minjoz et le centre de soin des Tilleroyes, tous deux situés à Besançon.

### Justice et sécurité
La commune dépend du tribunal judiciaire, du conseil de prud'hommes, du tribunal pour enfants, du tribunal de commerce et du tribunal administratif de Besançon. Elle est rattachée à la cour d'assises du Doubs, à la cour d'appel de Besançon et à la cour administrative d'appel de Nancy.
Miserey-Salines se trouve dans la circonscription de gendarmerie de la brigade de proximité d'École-Valentin.

### Équipements culturels et sportifs

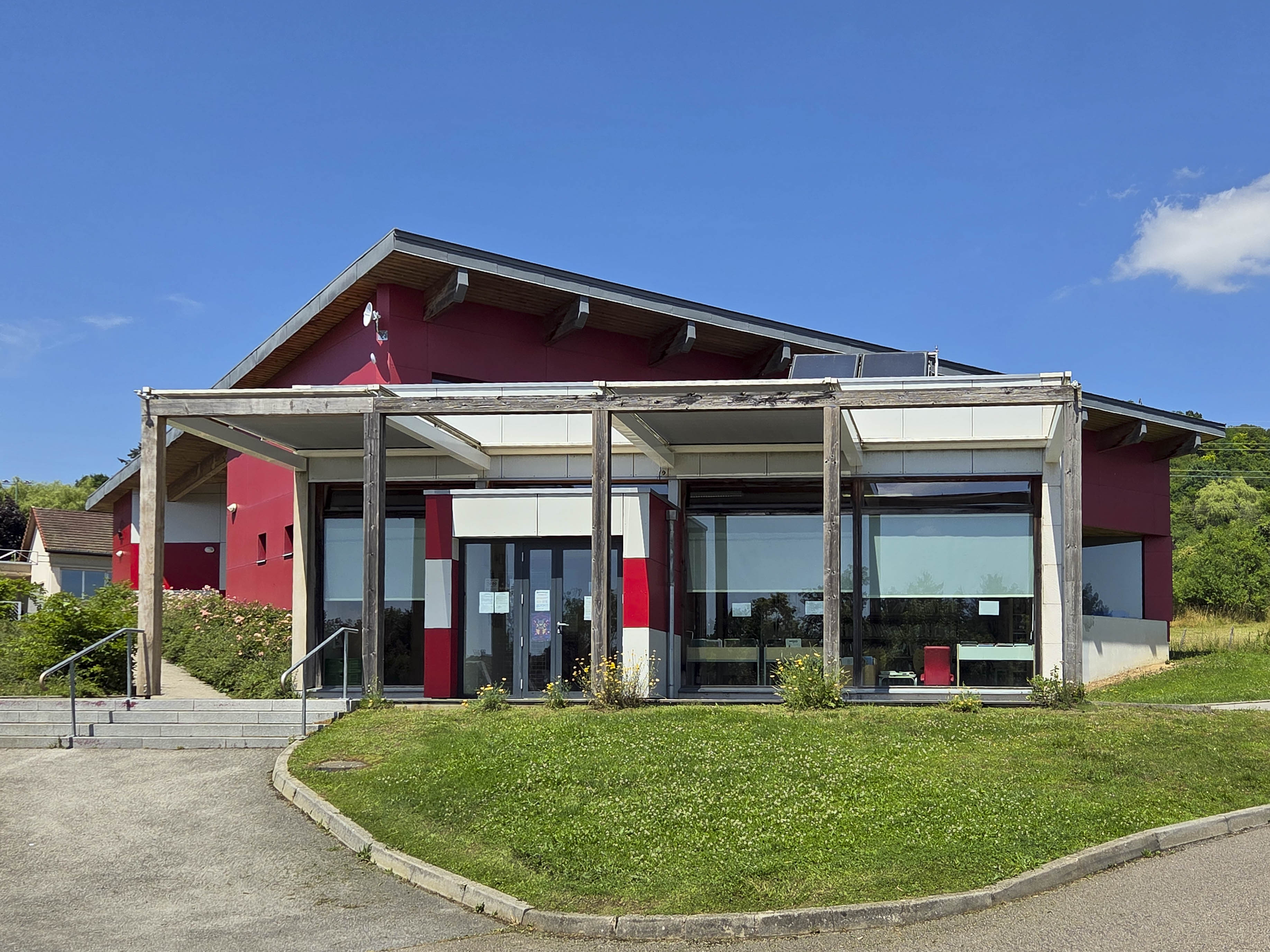
La bibliothèque.

La commune dispose d'une bibliothèque municipale, d'une salle polyvalente, de terrains de basket-ball, de tennis et de pétanque, d'un parcours sportif et d'aires de jeux pour enfants.

## Économie

### Revenus et fiscalité
En 2021 (données Insee publiées en janvier 2024), la commune comptait 1 070 ménages fiscaux, 2 543 personnes dans les ménages fiscaux, et un revenu fiscal médian déclaré par unité de consommation de 26 730 € contre une moyenne de 23 890 € au niveau départemental, ce qui plaçait Miserey-Salines au 3 384e rang parmi les 31 325 communes de plus de 34 ménages en métropole. En 2019, 68 % des foyers fiscaux de la commune sont imposables.

### Emploi
En 2022, la population âgée de 15 à 64 ans s'élève à 1 515 personnes, parmi lesquelles on compte 81,2 % d'actifs dont 75,9 % ayant un emploi et 5,3 % de chômeurs.
On compte 1 009 emplois dans la commune, contre 932 en 2016 et 823 en 2011. Le nombre d'actifs ayant un emploi résidant dans la commune étant de 1 171, l'indicateur de concentration d'emploi est de 86,2 %.

### Activités

#### Agriculture
Le village compte une exploitation en 2010 et en 1988 elle en comptait 11. La SAU (Superficie agricole utile) est passée de 113 hectares à 13 hectares entre 1988 et 2010. Au XIXe siècle on trouvait encore des vignes et des vergers qui produisaient un vin blanc fameux.

#### Commerce

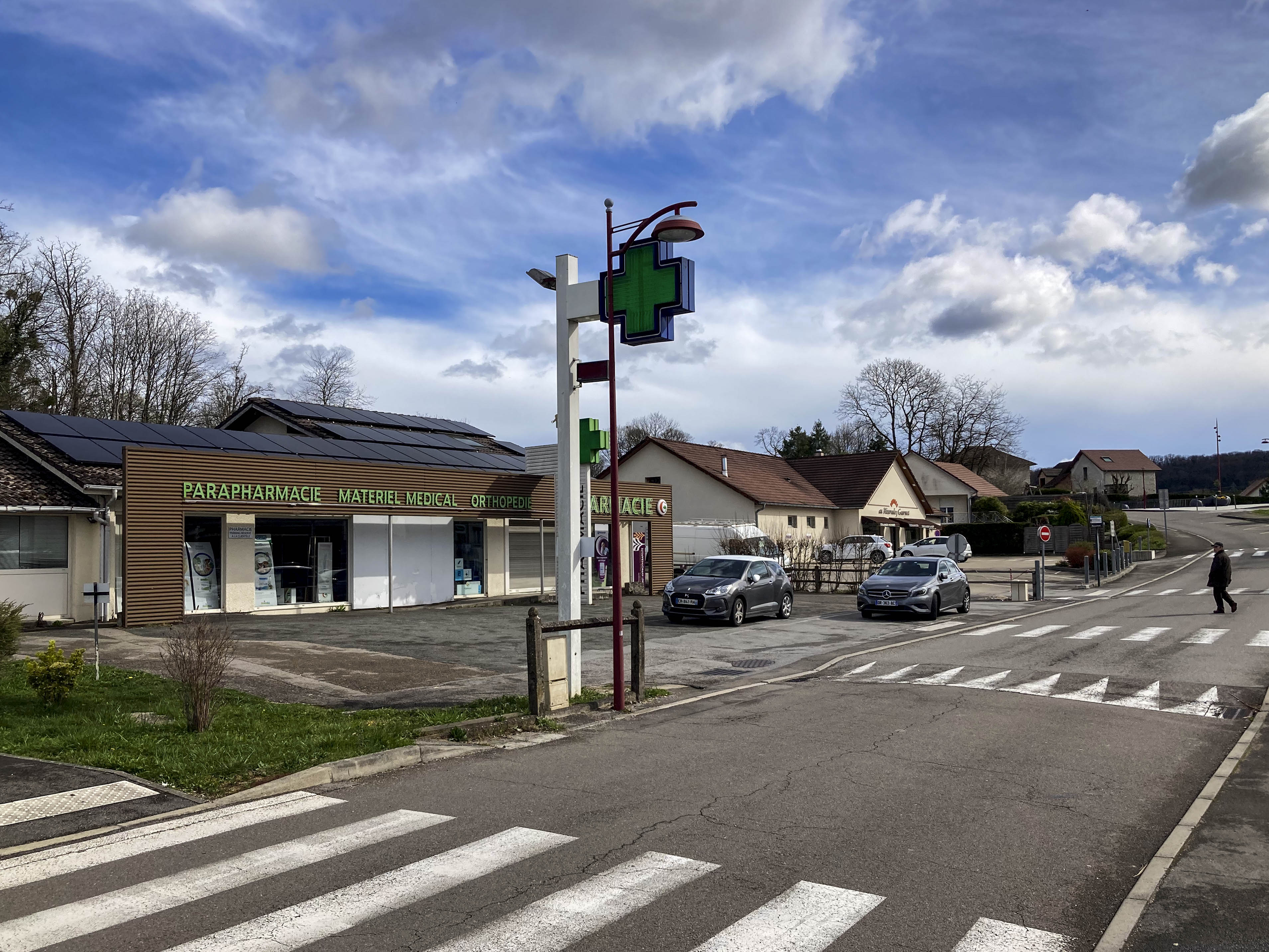
Commerces au centre-ville.

La zone d'activité commerciale Espace Valentin est implantée en partie sur la frange orientale du territoire communal de Miserey-Salines. En centre-ville se trouvent une boulangerie, un débit de tabac, un restaurant et une pharmacie tandis qu'un supermarché Colruyt est implanté au sud de la commune.

#### Hôtellerie et restauration
Sur la partie communale de la zone commerciale se trouvent de nombreuses chaînes de restauration dont Burger King (26 salariés), La Boucherie (8 salariés), Restaurant Del Arte (13 salariés), Buffalo Grill (18 salariés) et Memphis (13 salariés), ainsi qu'un restaurant indépendant, la Trattoria Toscana (15 salariés).

#### Industrie
Fin 2023, la commune compte 15 établissements industriels représentant 347 salariés. Les entreprises les plus notables dans ce secteur sont : la société Bulor, intégrée au groupe SFMI, qui œuvre dans le traitement et le revêtement des métaux (galvanoplastie) pour la maroquinerie de luxe et emploie une quarantaine de salariés ; ArcelorMittal OMMIS qui produit des aciers à outils et compte une trentaine de salariés ; Beaune Laboratoire, spécialisée dans la fabrication et la réparation de prothèses dentaires, et qui emploie une vingtaine de salariés ; Safitech et ATECO qui réunissent chacune une vingtaine de collaborateurs exerçant dans le domaine du découpage et de l’emboutissage de précision de pièces métalliques.

### Entreprises
En 2025, la commune de Miserey-Salines comptait 14 établissements de plus de 20 salariés figurant dans le tableau ci-dessous. 
| Nom                          | Effectif | Activité                                                                                |
| ---------------------------- | -------- | --------------------------------------------------------------------------------------- |
| Kuba                         | 104      | Programmation informatique : solutions billettiques pour les transports en commun       |
| Enedis                       | 98       | Distribution et commerce d'électricité                                                  |
| SFMI Bulor                   | 40       | Traitement et revêtement des métaux pour les pièces métalliques de maroquinerie de luxe |
| BMW HESS Automobile          | 32       | Commerce de voitures et véhicules légers                                                |
| TNT Express                  | 28       | Transports routiers de marchandises interurbains                                        |
| ArcelorMittal OMMIS          | 27       | Mécanique industrielle : distribution et transformation d'aciers à outils et spéciaux   |
| Beaune Laboratoire           | 23       | Fabrication et réparation de prothèses dentaires                                        |
| Burger King                  | 26       | Restauration rapide                                                                     |
| Mediaco                      | 25       | Location de matériels de manutention et de levage                                       |
| SNDRA                        | 24       | Dépollution : désamiantage et déplombage                                                |
| Safitech                     | 23       | Mécanique industrielle                                                                  |
| ATECO                        | 22       | Mécanique industrielle : découpage et emboutissage de pièces métalliques                |
| Iveco VIC                    | 22       | Commerce de véhicules utilitaires                                                       |
| SLBO Bouquerod international | 20       | Transports de marchandises interurbains                                                 |

## Culture et patrimoine

### Lieux et monuments
- Château de Miserey. Ancienne maison forte modernisée au XVIIe siècle,  Inscrit MH (1994).
- Chapelle Saint-Ferréol et Saint-Ferjeux, chapelle édifiée au XIXe siècle sur les plans de Pierre Marnotte  Inscrit MH (2012).
- Église Saint-Ferréol et Saint-Ferjeux. Édifiée vers 1720 sur les plans de l'architecte Jean-Pierre Galezot. Elle a été restaurée en 1772 et 1817.
- La grande fontaine-abreuvoir couverte a été construite en 1834 d'après les plans de l'architecte Vieille.

Monuments de Miserey-Salines
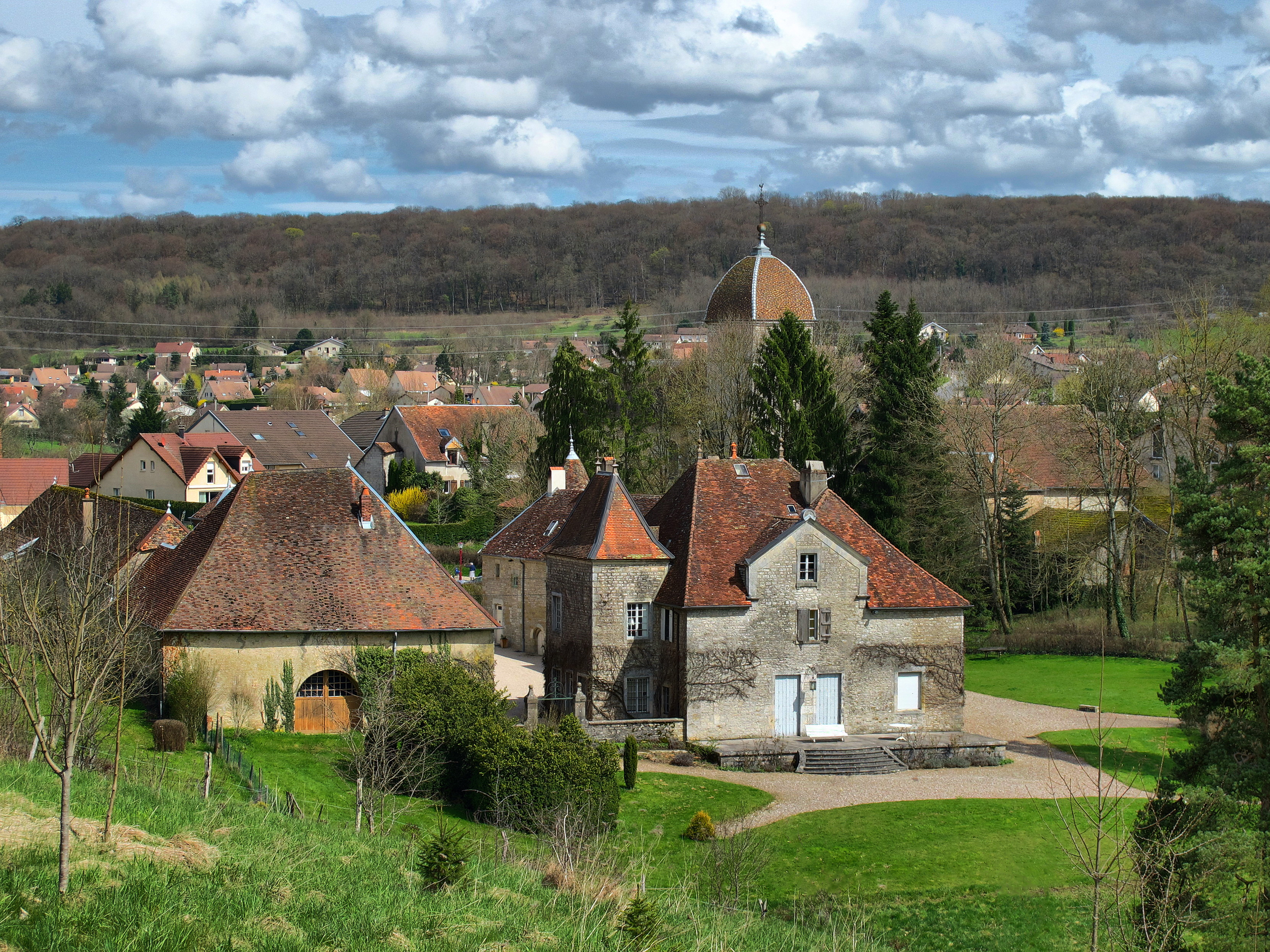
Le château.
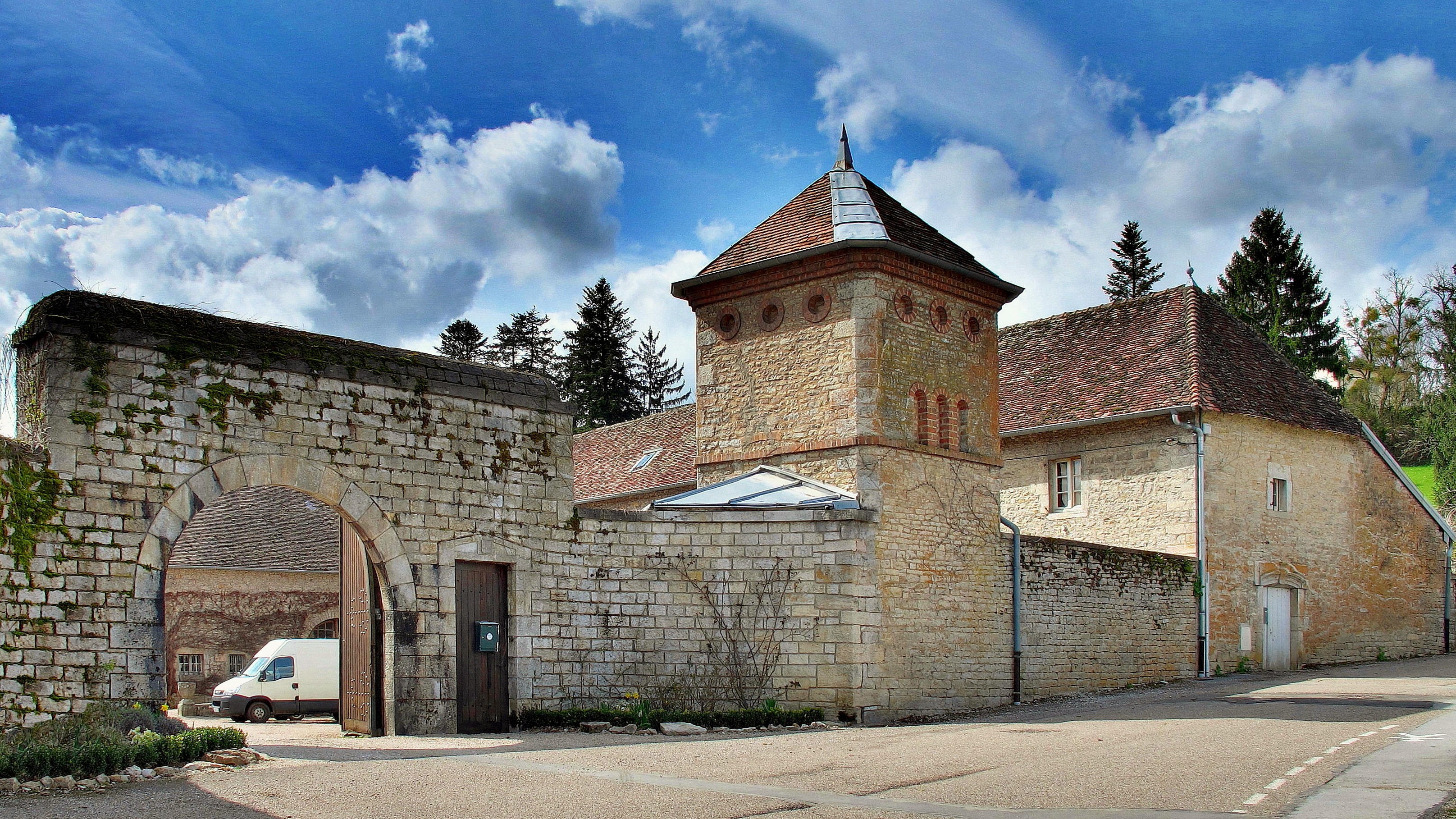
L'entrée et le pigeonnier du château.
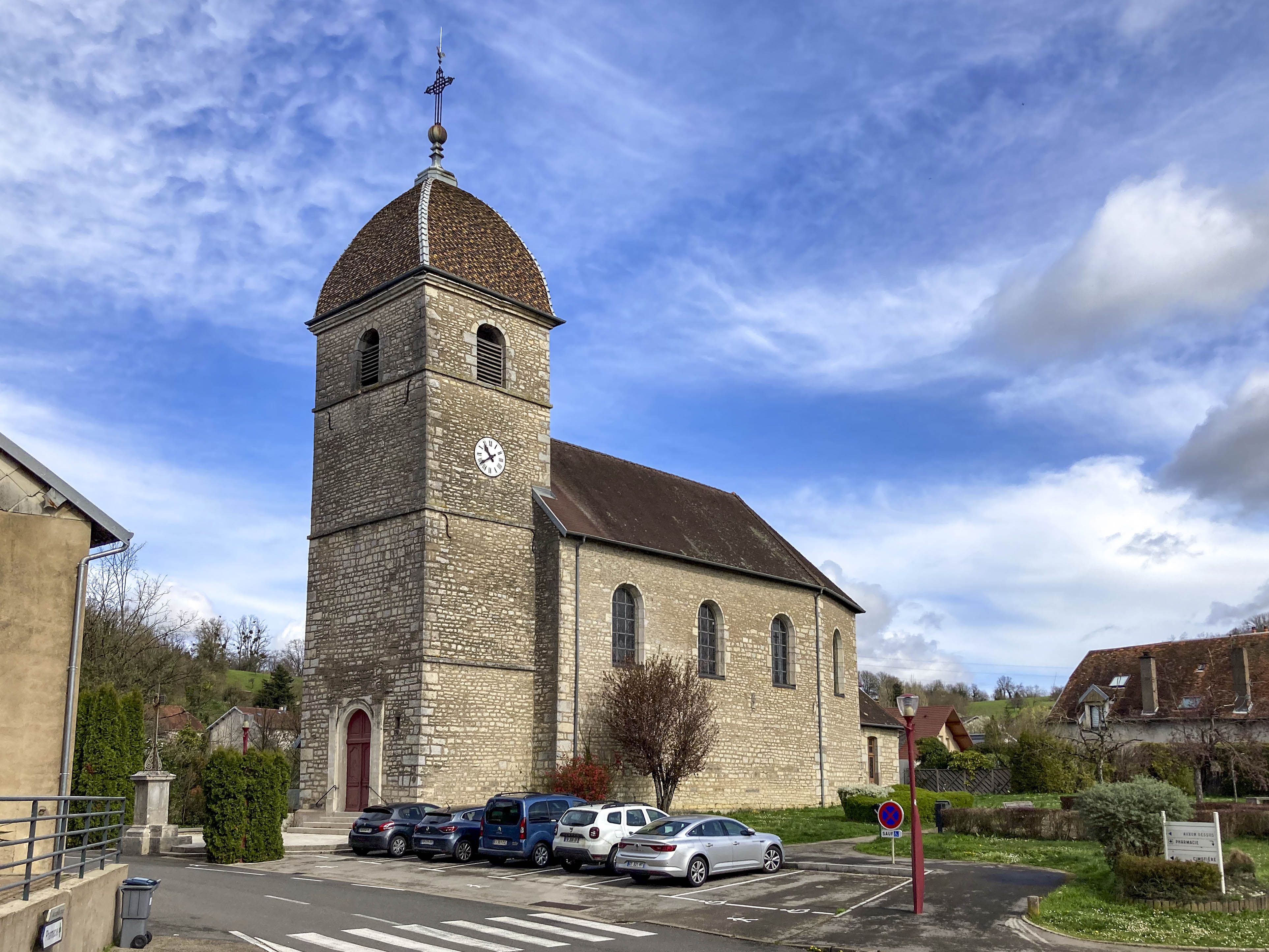
L'église.
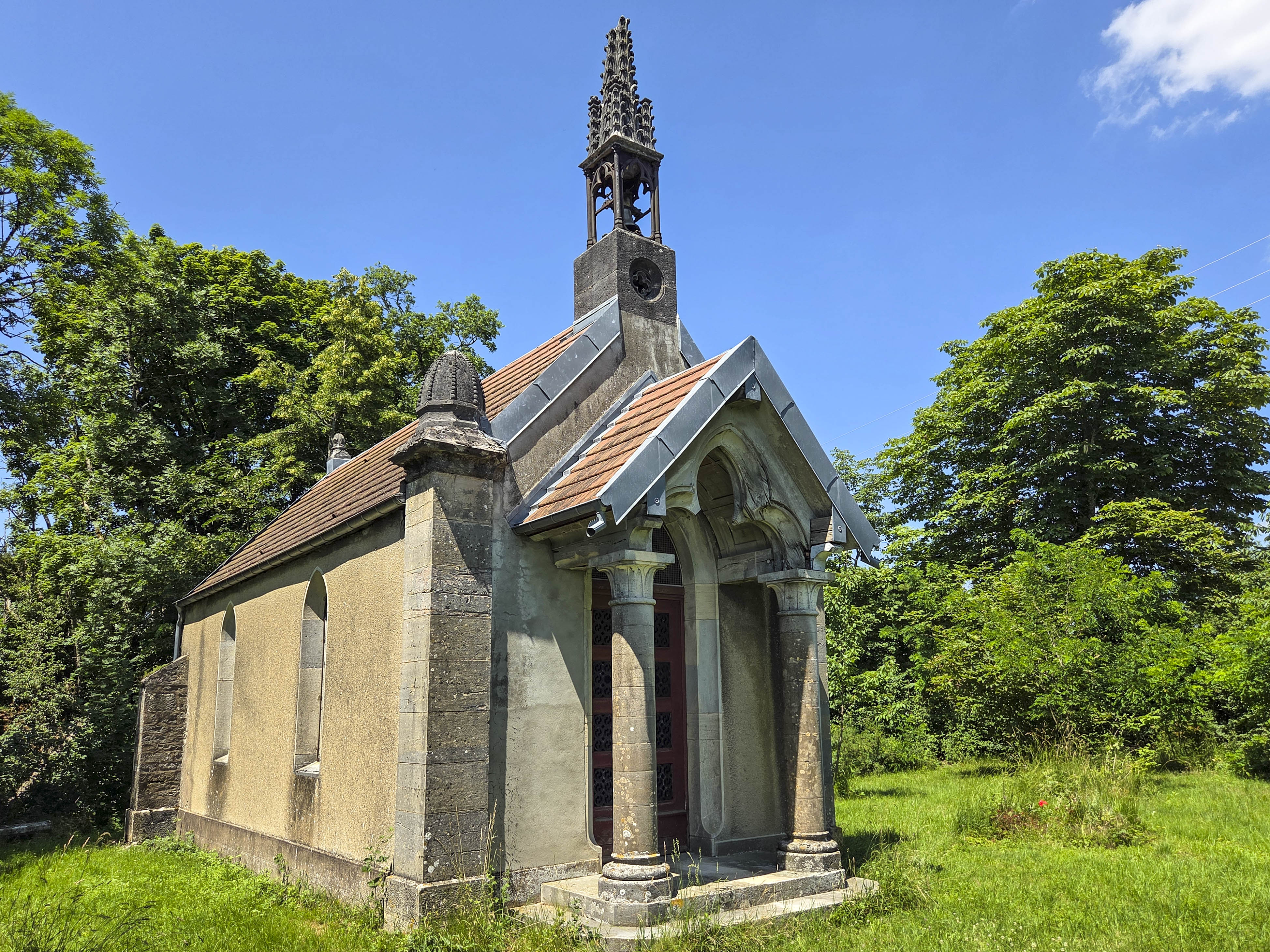
La chapelle.
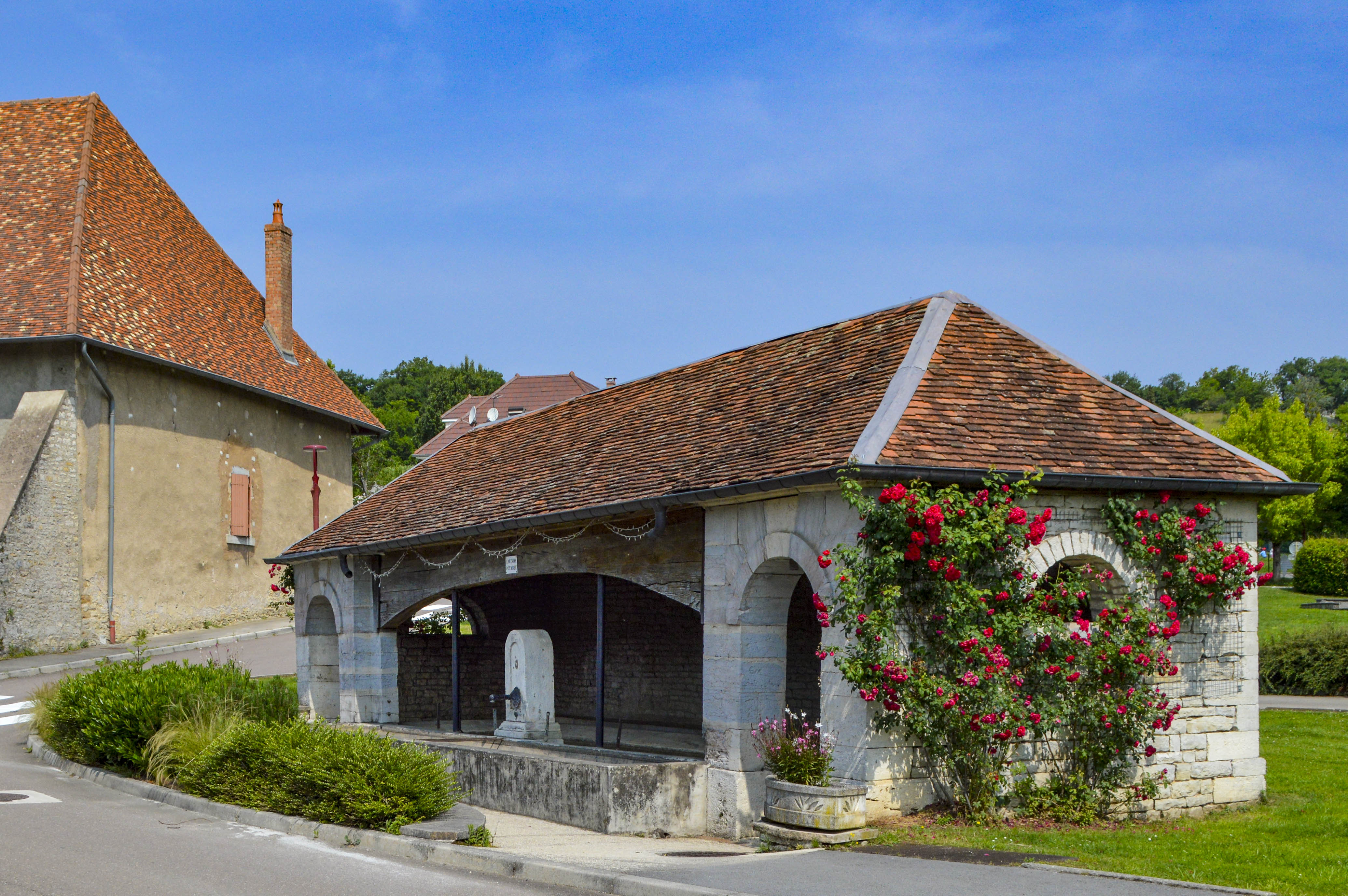
Le fontaine-abreuvoir.

### Personnalités liées à la commune
- André Bas (1889-1978), député du Haut-Rhin de 1945 à 1951, est né à Miserey-Salines.
- Céelle (1929-2018), artiste peintre, a vécu à Miserey-Salines.

### Héraldique
| Blason de Miserey-Salines | Blason  | Parti d’argent et de sinople, à la silhouette de puits de mine brochant de l’un en l’autre ; au chef du champ chargé de trois feuilles de vigne du second. |
| Blason de Miserey-Salines | Détails | Adopté en décembre 2004. |